# Черноморский регион

Черноморский регион на карте Турции/

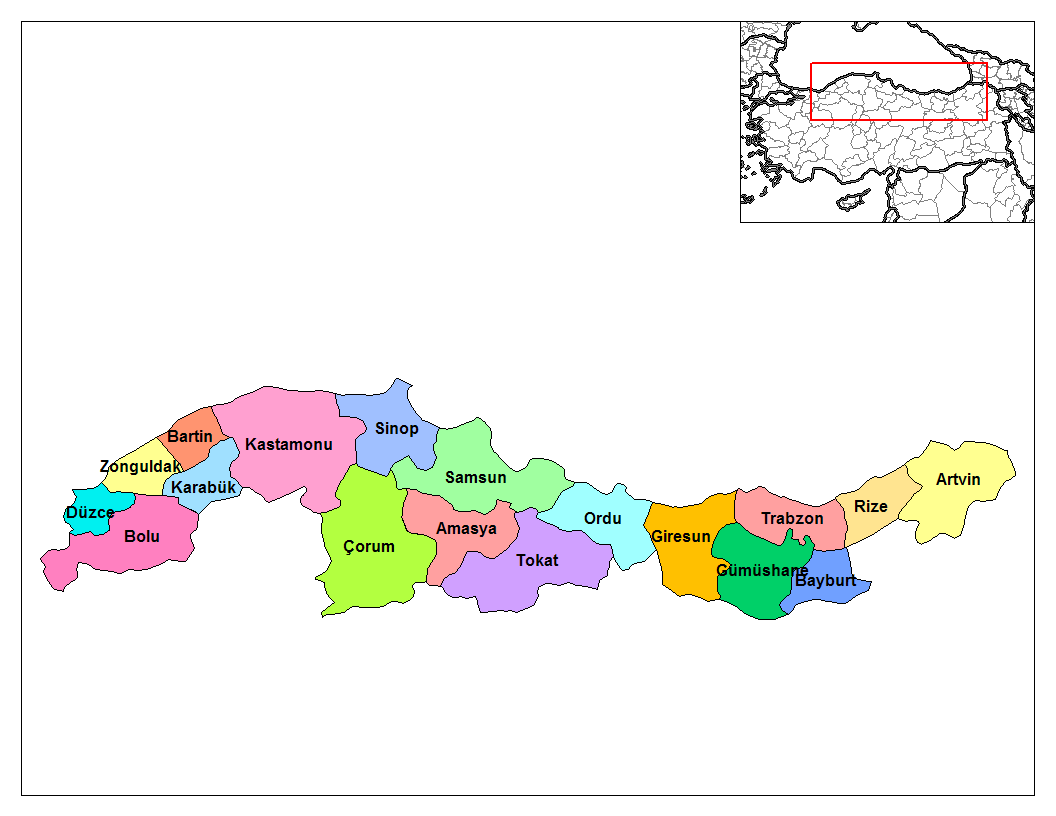
Илы региона.

Черноморский регион (тур. Karadeniz Bölgesi) — один из семи географических (статистических) регионов Турции. 
Третий по площади регион Турции, занимающий 18 % её территории. Включает 18 из 81 илов (провинций). На самом краю западной части есть центр добычи каменного угля. Регион содержит пятую часть всех лесов страны.

## Состав
В регион входят следующие илы (провинции):
- Амасья
- Артвин
- Бартын
- Байбурт
- Болу
- Чорум
- Дюздже
- Гиресун
- Гюмюшхане
- Карабюк
- Кастамону
- Орду
- Ризе
- Самсун
- Синоп
- Токат
- Трабзон
- Зонгулдак

## Население
Численность населения региона по состоянию на 1 января 2014 года составляет 7 572 465 человек.
| Ил        | Население, чел. 31.XII. 2013 |
| --------- | ---------------------------- |
| Амасья    | 321977                       |
| Артвин    | 169334                       |
| Бартын    | 189139                       |
| Байбурт   | 75620                        |
| Болу      | 283496                       |
| Чорум     | 532080                       |
| Дюздже    | 351509                       |
| Гиресун   | 425007                       |
| Гюмюшхане | 141412                       |
| Карабюк   | 230251                       |
| Кастамону | 368093                       |
| Орду      | 731452                       |
| Ризе      | 328205                       |
| Самсун    | 1261810                      |
| Синоп     | 204568                       |
| Токат     | 598708                       |
| Трабзон   | 758237                       |
| Зонгулдак | 601567                       |
| всего     | 7572465                      |

Население региона по данным переписи 2000 года составляло 8 439 213 человек , из которых 4 137 166 человек живут в городах и 4 301 747 человек в деревнях. Этот регион был единственным в Турции, в котором больше населения жило в сельских районах, нежели в городах. Темп прироста населения составляет 3,65 %, это самый низкий показатель из всех регионов Турции.